# Argentina Altobelli
Argentina Altobelli (Imola, 2 de julio de 1866 - Roma, 26 de septiembre de 1942) fue una política, activista y sindicalista italiana, miembro del movimiento socialista reformador.

## Biografía
Altobelli entró en contacto con el activismo en 1884, luego de asistir a una conferencia sobre la emancipación de la mujer en Bolonia. En 1889 se casó con Abdon Altobelli, un maestro de primaria y militante socialista. En un caso bastante inusual en ese momento, el esposo se encargó del cuidado de los hijos, permitiendo a su esposa Argentina dedicarse por completo a la actividad política.
Más tarde conoció al político Andrea Costa, quien se convirtió en su mentor en la lucha por los derechos civiles. En 1906 se convirtió en miembro de la Confederación General del Trabajo, asumiendo también un papel de liderazgo dentro del Partido Socialista Italiano. Desde su posición, contribuyó a la fundación de la Federación Nacional de Trabajadores de la Tierra (Federterra), surgido en Bolonia con el objetivo de estandarizar y regular todo el movimiento de los trabajadores agrícolas. A partir de entonces centró sus esfuerzos en luchar por los derechos de la mujer y de los campesinos.
En 1922, la presión del fascismo la obligó a abandonar Bolonia. Luego del asesinato de Giacomo Matteotti, el presidente Benito Mussolini tuvo la intención de reconciliarse con los reformistas y socialistas, convocando a Altobelli al Palacio Chigi. Allí le ofreció el cargo de Subsecretaria de Agricultura, algo que ella rechazó contundentemente, por lo que tuvo que alejarse del ambiente político.
Pasó sus últimos años realizando trabajos humildes, como arreglos florales y cargos menores. Falleció en Roma en 1942 y se encuentra sepultada en el Cementerio comunal monumental Campo Verano.